# 鶏肉のレモン漬け
鶏肉のレモン漬け（とりにくのレモンづけ）は、鶏肉のから揚げを醤油、三温糖、レモン汁などから作るたれに漬け込んだもの。兵庫県赤穂市発祥の料理。

## 概要
鶏肉のレモン漬けは、片栗粉をまぶして作った鶏のから揚げに濃口しょうゆと三温糖、レモン果汁のたれを絡めた料理。発祥は、1981年12月の兵庫県赤穂市の学校給食メニューである。小学生の人気メニューであり、2019年現在、赤穂市のほか上郡町、小野市、新温泉町など近隣の学校給食にも採用されている。単純な料理ではあるが、大鍋で大量に調理する学校給食という性格上、赤穂市が公開しているレシピ通りに作っても家庭では再現することは難しいとされてきた。このことに着目した市内の製塩化学品メーカーである赤穂化成は、2019年に「鶏肉のレモン漬けのたれ」を商品化して販売を開始。家庭でも給食の味が再現できることとなった。